# Frank Rosenblatt
Frank Rosenblatt   (New Rochelle, 11 de juliol de 1928 - badia de Chesapeake, 11 de juliol de 1971) fou un psicòleg cognitiu estatunidenc notable en el camp de la intel·ligència artificial.

## Biografia
Rosenblatt va néixer a New Rochelle, una població de l'estat Nova York, fill de Frank i Katherine Rosenblatt. Després de graduar-se a l'Escola Superior de Ciències del Bronx el 1946, va assistir a la Universitat Cornell, a Ithaca, on va obtenir la seva llicenciatura el 1950 i el seu doctorat el 1956.
Va adquirir experiència, en un dels seus camps d'investigació, al Laboratori Aeronàutic de Cornell, a Buffalo, primer com a psicòleg d'investigació i més tard com a psicòleg sènior i com a cap de la secció de sistemes cognitius. Allà també va realitzar els primers treballs sobre els perceptrons, que van culminar amb el desenvolupament i la construcció del Mark I Perceptron, el 1960. El Mark I Perceptron, reconegut com precursor de la intel·ligència artificial, fou el primer ordinador que adquiria noves habilitats per assaig i error, utilitzant un tipus de xarxa neuronal que simulava els processos del pensament humà.
Els interessos de recerca de Rosenblatt eren excepcionalment amplis. El 1959 es va traslladar a Ithaca, al campus de Cornell, com a director del Programa d'Investigació de Sistemes Cognitius i també com a professor del Departament de Psicologia. El 1966 es va incorporar a la Secció de Neurobiologia i Comportament, dins de l'acabada de crear Divisió de Ciències Biològiques, com a professor associat.
El 1966, es va interessar en la transferència de la conducta apresa de rates entrenades a rates sense entrenament, mitjançant la injecció d'extractes de cervell, un tema sobre el qual faria moltes publicacions en els anys posteriors. Rosenblatt va dedicar els seus últims anys a aquesta qüestió i va demostrar de forma convincent que els informes inicials d’efectes més grans eren erronis i que qualsevol transferència de memòria era com a molt, molt petita.
El 1970 va ser representant de camp de la Secció de Neurobiologia i Comportament, i el 1971 va compartir la presidència en funcions de la Secció de Neurobiologia i Comportament.
Frank Rosenblatt va morir al juliol de 1971, el mateix dia que complia 43 anys, en un accident de navegació a la badia de Chesapeake.

## El perceptró

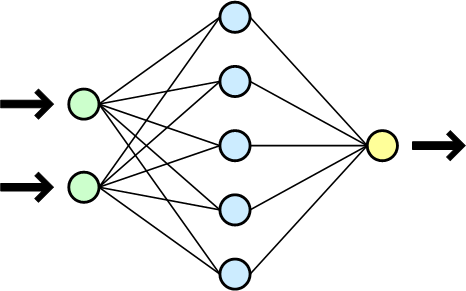
Visió simplificada d’una xarxa neuronal artificial.

Rosenblatt és especialment recordat per desenvolupar el perceptró, el primer algorisme inspirat en les connexions neuronals del cervell humà. El perceptró era una xarxa neuronal artificial molt simple, amb una única neurona capaç d'aprendre a partir d'exemples, la qual cosa s'anomenà aprenentatge supervisat.
Per ensenyar a un sistema a aprendre de manera supervisada a reconèixer, per exemple, «imatges de goril·les», cal ensenyar-li al sistema moltes imatges de goril·les i dir-li moltes vegades «això és un goril·la», la qual cosa es realitza mitjançant conjunts de dades específicament anotats per a la tasca que es pretén que la màquina resolgui.
Els perceptrons de Rosenblatt es van simular inicialment en un ordinador IBM 704 del Laboratori Aeronàutic de Cornell el 1957 i posteriorment es van implementar en el Mark I Perceptron. Quan se sostenia un triangle davant l'ull de l'ordinador, aquest captava la imatge i la transmetia al llarg d'una successió aleatòria de línies a les unitats de resposta, on es registrava la imatge.
Rosenblatt va desenvolupar i va ampliar aquest enfocament en nombrosos articles i en un llibre titulat Principles of Neurodynamics: perceptrons and the Theory of Brain Mechanisms, publicat per Spartan Books el 1962; llibre que utilitzaria com a llibre de text en els seus cursos. La seva troballa va rebre el reconeixement internacional i va ser àmpliament reconeguda per molts mitjans, entre d'altres diaris i publicacions de renom, com ara, The New York Times o The New Yorker.
Després d'un període en què es va qüestionar, sense evidències rellevants, la importància dels perceptrons, en la dècada dels 80 es va reprendre el treball de Rosenblatt i es va produir una nova ona d'estudis sobre les xarxes neuronals, la qual va confirmar les expectatives de Rosenblatt. Amb el temps, les xarxes neuronals s'han tornat cada vegada més complexes, i sobretot més profundes, amb un gran nombre de capes de neurones.

## Altres interessos
Rosenblatt, a més, es va interessar seriosament per la investigació astronòmica, arribant a proposar una nova tècnica per detectar la presència de satèl·lits estel·lars. Va construir un observatori al cim d'un turó darrere de casa seva a Brooktondale, a uns 10 quilòmetres a l'est de Ithaca. Un cop acabada la construcció de l'observatori, Rosenblatt va dur a terme importants investigacions relacionades amb els programes SETI (Search for Extraterrestrial Intelligence).
D'altra banda, Rosenblatt va ser molt actiu en el terreny de la política liberal. Va treballar a les campanyes de les primàries d'Eugene McCarthy, qui es va presentar com a president a New Hampshire i a Califòrnia el 1968 i va participar, a Washington, en una sèrie d'activitats de protesta relacionades amb la guerra del Vietnam.

## Premis
L'Institute of Electrical and Electronics Engineers (IEEE), la major associació professional del món dedicada a l'avanç de la innovació tecnològica i l'excel·lència en benefici de la humanitat, va nomenar el seu premi anual «IEEE Frank Rosenblatt Award», en honor de Frank Rosenblatt.